# Parti de l'unité nationale (République centrafricaine)
Pour les articles homonymes, voir Parti de l'unité nationale.
Le Parti de l’unité nationale (PUN) est un parti politique centrafricain fondé en 1997.

## Histoire
C’est après avoir quitté son poste de Premier ministre du Président Ange-Félix Patassé, que Jean-Paul Ngoupandé fonde le parti en mai 1997. L’année suivante, à la suite des élections législatives de 1998, le parti obtient trois députés à l’Assemblée nationale, il siège alors dans l’opposition. Le parti membre de la CPPO Concertation des partis politiques de l'opposition, (anti-Patassé) rejoint la majorité présidentielle après l’arrivée au pouvoir de François Bozizé le 15 mars 2003. Après les législatives de 2005, le parti conserve 3 députés. En 2011, le parti soutient la candidature du président François Bozizé, allié traditionnel, pour l’élection présidentielle du 23 janvier 2011.